# Премия журнала Empire (2015)
20-я церемония вручения наград премии «Империя» за заслуги в области кинематографа за 2014 год состоялась 29 марта 2015 года в Лондоне, (Великобритания). Лауреаты были определены по итогам голосования аудиторией журнала Empire. Шорт-лист номинантов в одиннадцати категориях был опубликован 24 февраля 2015 года.

## Список лауреатов и номинантов
• Лауреаты выделены отдельным цветом. 
| Категории                                      | Номинанты                                                                  |
| ---------------------------------------------- | -------------------------------------------------------------------------- |
| Лучший фильм                                   | • Интерстеллар / Interstellar                                              |
| Лучший фильм                                   | • Игра в имитацию / The Imitation Game                                     |
| Лучший фильм                                   | • Хоббит: Битва пяти воинств / The Hobbit: The Battle of the Five Armies   |
| Лучший фильм                                   | • Планета обезьян: Революция / Dawn of the Planet of the Apes              |
| Лучший фильм                                   | • Отрочество / Boyhood                                                     |
| Лучший британский фильм                        | • Kingsman: Секретная служба / Kingsman: The Secret Service                |
| Лучший британский фильм                        | • Игра в имитацию / The Imitation Game                                     |
| Лучший британский фильм                        | • Приключения Паддингтона / Paddington                                     |
| Лучший британский фильм                        | • Побудь в моей шкуре / Under the Skin                                     |
| Лучший британский фильм                        | • Теория всего / The Theory of Everything                                  |
| Лучшая комедия                                 | • Приключения Паддингтона / Paddington                                     |
| Лучшая комедия                                 | • Переростки на краю света / The Inbetweeners 2                            |
| Лучшая комедия                                 | • Лего. Фильм / The Lego Movie                                             |
| Лучшая комедия                                 | • Мачо и ботан 2 / 22 Jump Street                                          |
| Лучшая комедия                                 | • Отель «Гранд Будапешт» / The Grand Budapest Hotel                        |
| Лучший фильм ужасов                            | • Бабадук / The Babadook                                                   |
| Лучший фильм ужасов                            | • Гость / The Guest                                                        |
| Лучший фильм ужасов                            | • Окулус / Oculus                                                          |
| Лучший фильм ужасов                            | • Проклятие Аннабель / Annabelle                                           |
| Лучший фильм ужасов                            | • Побудь в моей шкуре / Under the Skin                                     |
| Лучший научно-фантастический фильм или фэнтези | • Люди Икс: Дни минувшего будущего / X-Men: Days of Future Past            |
| Лучший научно-фантастический фильм или фэнтези | • Стражи Галактики / Guardians of the Galaxy                               |
| Лучший научно-фантастический фильм или фэнтези | • Планета обезьян: Революция / Dawn of the Planet of the Apes              |
| Лучший научно-фантастический фильм или фэнтези | • Хоббит: Битва пяти воинств / The Hobbit: The Battle of the Five Armies   |
| Лучший научно-фантастический фильм или фэнтези | • Интерстеллар / Interstellar                                              |
| Лучший триллер                                 | • Игра в имитацию / The Imitation Game                                     |
| Лучший триллер                                 | • Исчезнувшая / Gone Girl                                                  |
| Лучший триллер                                 | • Kingsman: Секретная служба / Kingsman: The Secret Service                |
| Лучший триллер                                 | • Первый мститель: Другая война / Captain America: The Winter Soldier      |
| Лучший триллер                                 | • Лок / Locke                                                              |
| Лучший актёр                                   | • Энди Серкис — «Планета обезьян: Революция» (за роль Цезаря)              |
| Лучший актёр                                   | • Бенедикт Камбербэтч — «Игра в имитацию» (за роль Алана Тьюринга)         |
| Лучший актёр                                   | • Эдди Редмэйн — «Теория всего» (за роль Стивена Хокинга)                  |
| Лучший актёр                                   | • Брэдли Купер — «Снайпер» (за роль Криса Кайла)                           |
| Лучший актёр                                   | • Ричард Армитидж — «Хоббит: Битва пяти воинств» (за роль Торина Дубощита) |
| Лучшая актриса                                 | • Розамунд Пайк — «Исчезнувшая» (за роль Эми Эллиотт-Данн)                 |
| Лучшая актриса                                 | • Фелисити Джонс — «Теория всего» (за роль Джейн Хокинг)                   |
| Лучшая актриса                                 | • Кира Найтли — «Игра в имитацию» (за роль Джоан Кларк)                    |
| Лучшая актриса                                 | • Эмили Блант — «Грань будущего» (за роль Риты Вратаски)                   |
| Лучшая актриса                                 | • Алисия Викандер — «Из машины» (за роль Авы)                              |
| Лучший режиссёр                                | • Кристофер Нолан — «Интерстеллар»                                         |
| Лучший режиссёр                                | • Питер Джексон — «Хоббит: Битва пяти воинств»                             |
| Лучший режиссёр                                | • Мэтт Ривз — «Планета обезьян: Революция»                                 |
| Лучший режиссёр                                | • Ричард Линклейтер — «Отрочество»                                         |
| Лучший режиссёр                                | • Мортен Тильдум — «Игра в имитацию»                                       |
| Мужской дебют                                  | • Тэрон Эджертон — «Kingsman: Секретная служба»                            |
| Мужской дебют                                  | • Джек О’Коннелл — «Несломленный» (за роль Луи Замперини)                  |
| Мужской дебют                                  | • Дэн Стивенс — «Гость»                                                    |
| Мужской дебют                                  | • Эллар Колтрейн — «Отрочество»                                            |
| Мужской дебют                                  | • Дэниел Хаттлстоун — «Чем дальше в лес…»                                  |
| Женский дебют                                  | • Карен Гиллан — «Стражи Галактики» и «Окулус»                             |
| Женский дебют                                  | • Кэрри Кун — «Исчезнувшая»                                                |
| Женский дебют                                  | • Эсси Дэвис — «Бабадук»                                                   |
| Женский дебют                                  | • Софи Куксон — «Kingsman: Секретная служба»                               |
| Женский дебют                                  | • Гугу Мбата-Роу — «Белль»                                                 |
| Снять за 60 секунд                             | • «Охотники за привидениями»                                               |
| Empire Hero                                    | • Актёрский ансамбль сериала «Игра престолов»                              |
| Empire Inspiration                             | • Кристофер Нолан                                                          |
| Empire Legend                                  | • Рэйф Файнс                                                               |